# Iwakura Tomomi
Iwakura Tomomi  (岩倉具視?  Kioto, 26 de octubre de 1825 - 20 de julio de 1883) fue un estadista japonés que jugó un papel importante en la Restauración Meiji al influir sobre las opiniones de la Corte Imperial.

## Primeros años
Iwakura nació en Kioto y fue el segundo hijo de un noble cortesano de baja categoría Horikawa Yasuchika. En 1836 fue adoptado por otro noble, Iwakura Tomoyasu, del cual recibió su apellido. Fue entrenado por el kanpaku  Takatsukasa Masamichi y escribió la opinión para la reforma de la Corte Imperial. En 1854 se convirtió en chambelán del Emperador Kōmei. 

## Noble de la Corte Imperial
Como otros cortesanos en Kioto, Iwakura se opuso a los planes del Shogunato Tokugawa de abrir Japón a los países extranjeros. Cuando Hotta Masayoshi, un Rōjū del shogunato, fue a Kioto para obtener el permiso imperial para la firma del  Tratado de Amistad y Comercio entre Japón y Estados Unidos en 1858, Iwakura reunió a varios cortesanos que se oponían al tratado e intentaron impedir las negociaciones entre el shōgun y la Corte.
Con el asesinato del Tairō Ii Naosuke en 1860, Iwakura apoyó el “Movimiento Kobugattai”, una alianza de la Corte y el shogunato. La política central de esta alianza era el matrimonio del shōgun Tokugawa Iemochi y la Princesa Kazu-no-miya Chikako, la hermana menor del Emperador Kōmei.
Cuando los samurái y los nobles apoyaron la política más radical del  sonnō jōi (expulsión de los extranjeros y reverencia al Emperador), Iwakura fue visto como un simpatizante del shogunato, y la Corte hizo presión para su expulsión. En consecuencia, Iwakura abandonó la Corte y se trasladó a la ciudad de Iwakura, al norte de Kioto.

## En el exilio
En dicha ciudad escribió muchas opiniones y las enviaba a la Corte o a sus compañeros políticos en Satsuma. Con la muerte del shōgun Tokugawa Iemochi en 1866, Iwakura intentó tomarse la Corte con una iniciativa política. Intentó reunir a todos los daimyō bajo el nombre de la Corte, pero fracasó. Cuando el Emperador Kōmei murió en 1867, hubo un rumor de que Iwakura había tramado el asesinato del Emperador con veneno, pero evadió el arresto.
En compañía de Okubo Toshimichi y Saigō Takamori, el 3 de enero de 1868, planeó la toma del Palacio Imperial de Kioto con las fuerzas leales de Satsuma y Chōshū, dando inicio a la Restauración Meiji.

## Burócrata Meiji

La Misión Iwakura. El líder de la misión fue Iwakura Tomomi, quien aparece vestido con un traje tradicional japonés.

Después del establecimiento del gobierno Meiji, Iwakura jugó un rol importante debido a la influencia y confianza que tenía con el Emperador Meiji. Fue el principal responsable de la promulgación del Juramento de las Cinco Cartas de 1868 y de la abolición del sistema han.
Posterior a su designación como  Udaijin (Ministro de la Derecha) en 1871, lideró un viaje alrededor del mundo que duró dos años, conocido como la Misión Iwakura, visitando los Estados Unidos y varios países europeos con el objetivo de renegociar los tratados existentes y recolectar información para hacer efectivo la modernización de Japón.
A su regreso a Japón en 1873, llegó justo a tiempo para prevenir la invasión a Corea (Seikanron). Explicó que Japón no estaba en la posición de retar a las potencias occidentales en el estado actual,  y propugnó el fortalecimiento de la institución imperial, que debía estar acompañado con una Constitución escrita y una forma limitado de democracia parlamentaria. Ordenó a Inoue Kowashi en la elaboración de una constitución en 1881, y ordenó a Itō Hirobumi un viaje a Europa, para el estudio de diversos sistemas europeos. Falleció el 20 de julio de 1883.